# Diakonat Eben-Ezer

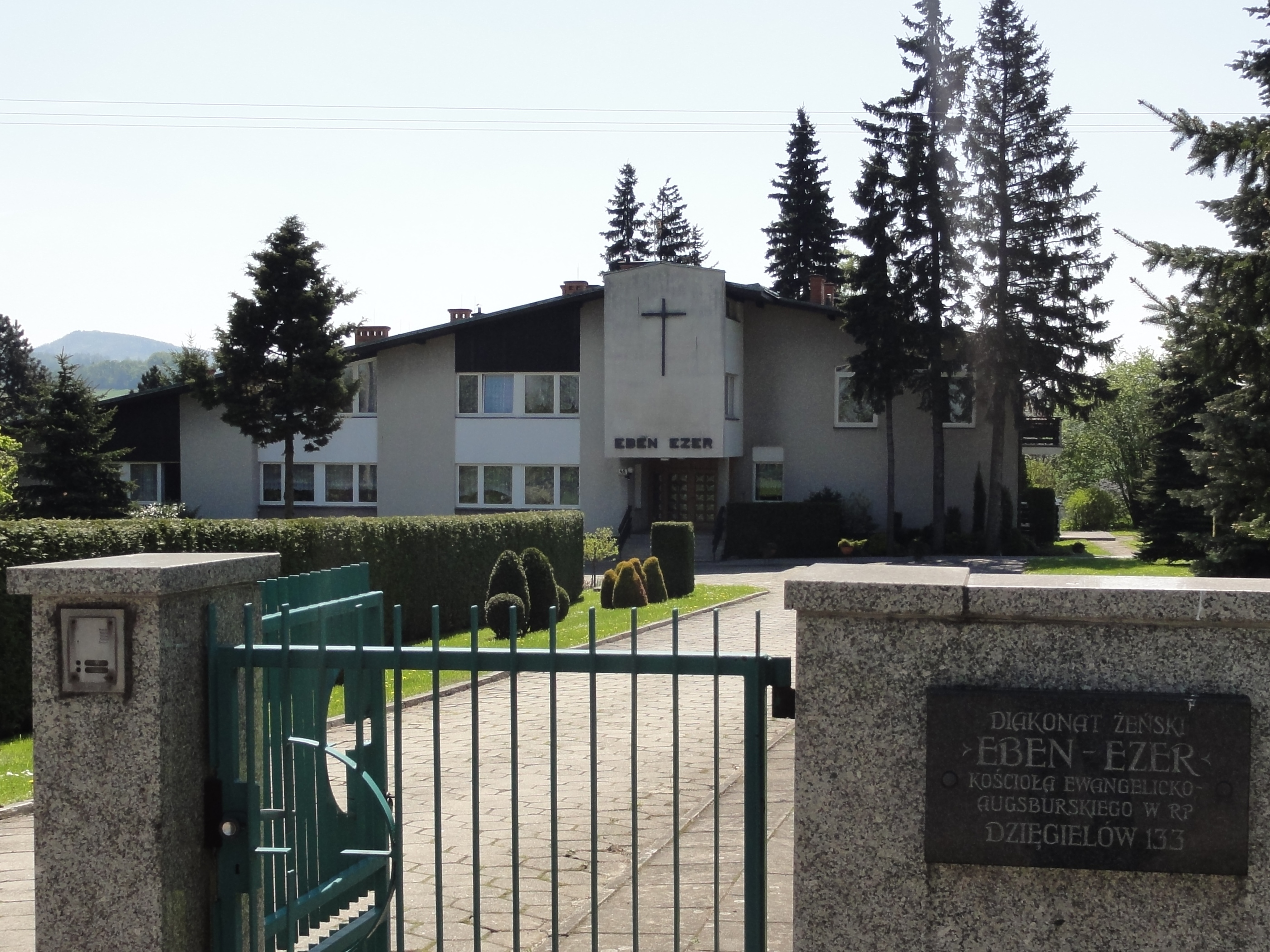
Diakonat Żeński Eben-Ezer w Dzięgielowie

Diakonat Eben-Ezer – stowarzyszenie sióstr diakonis Kościoła Ewangelicko-Augsburskiego w RP. Diakonise pracują w Domu Macierzystym i domach opieki w Dzięgielowie, prowadzą „Rok Służby Dla Pana”, zajmują się pracą ewangelizacyjną. Duszpasterzem w Diakonacie Eben-Ezer jest ks. Marek Londzin (poprzednio ks. Emil Gajdacz).

## Historia

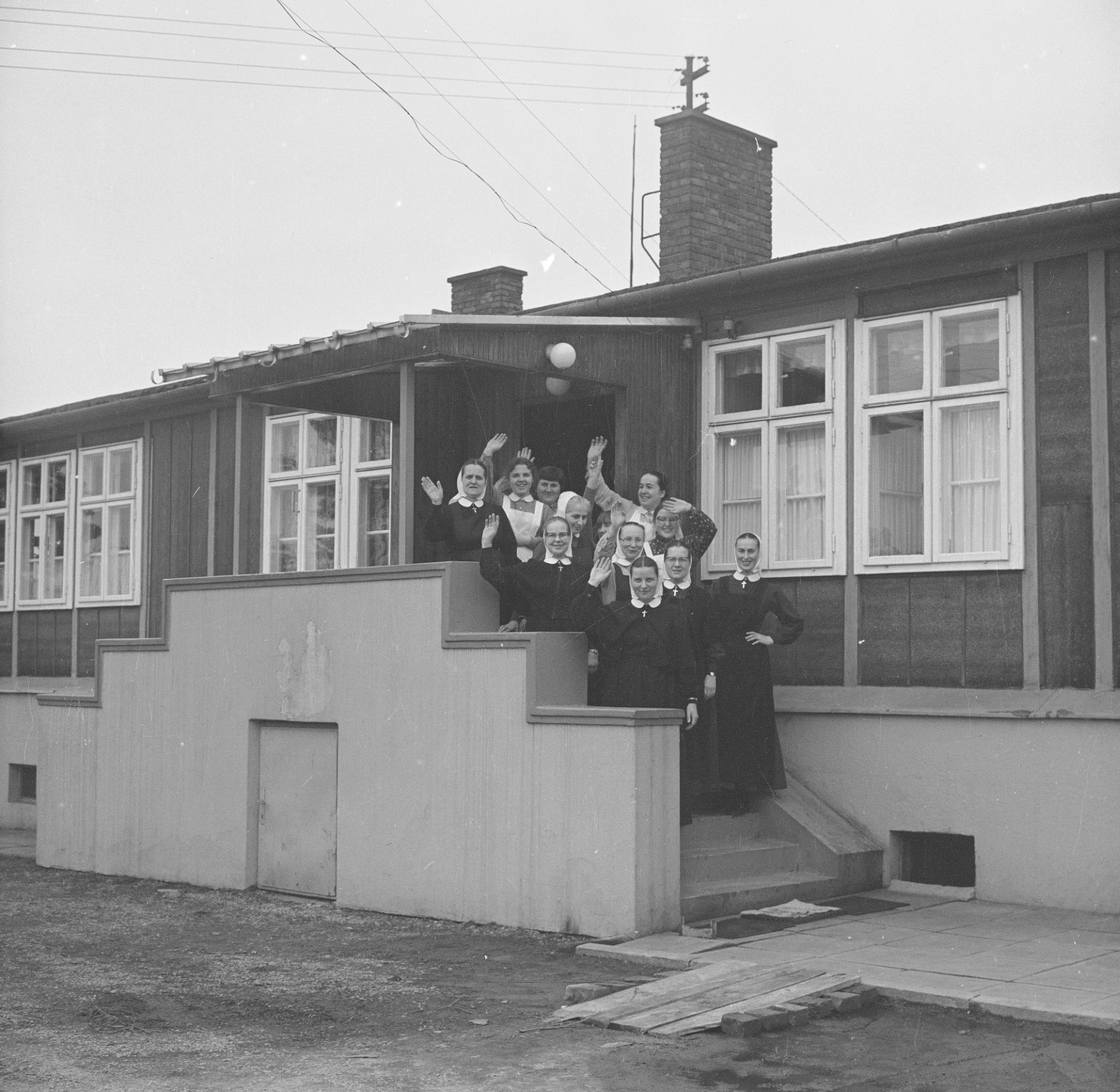
Siostry diakonise przed pawilonem na terenie diakonatu w 1983

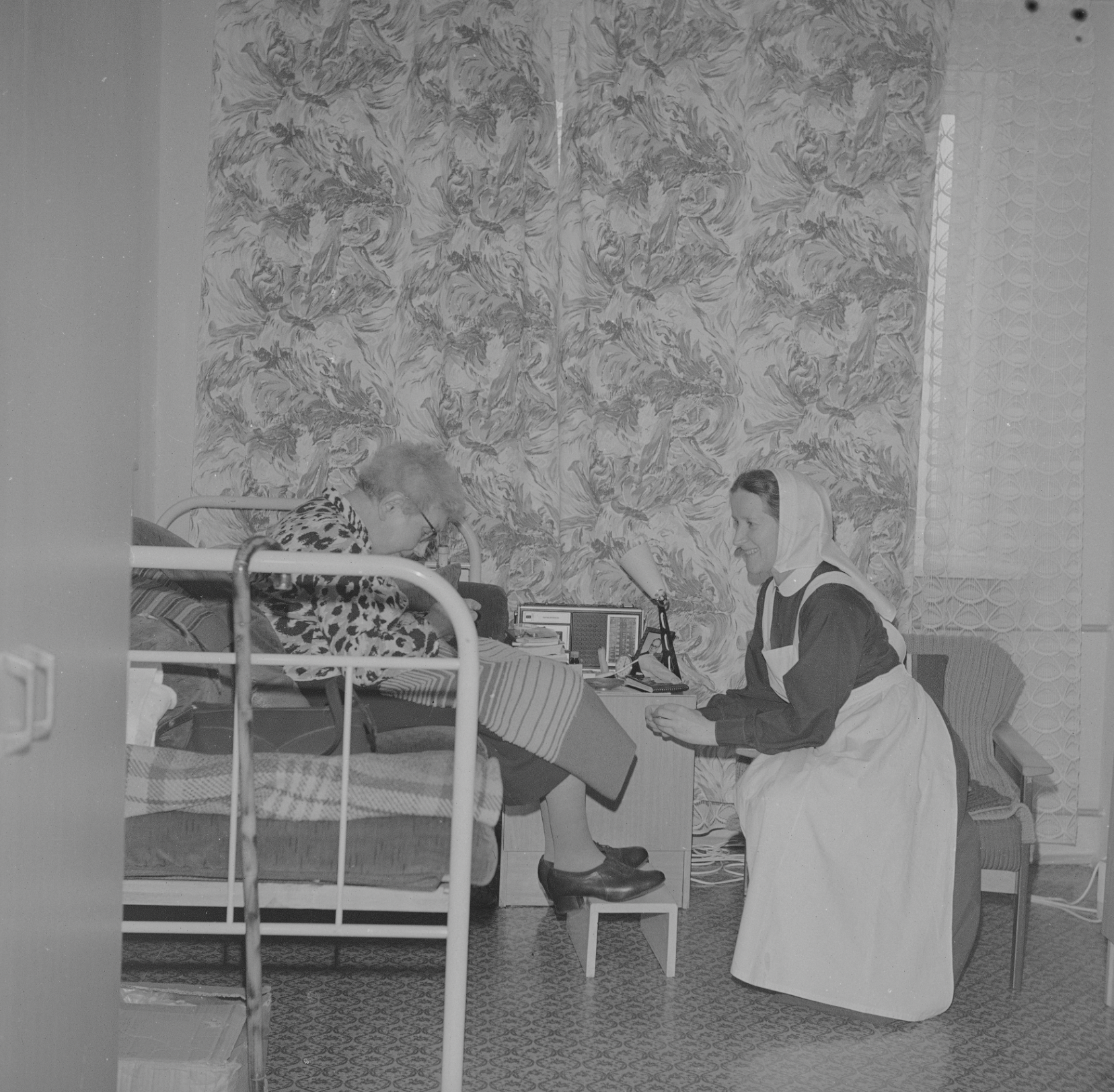
Siostra diakonisa i pensjonariuszka w Domu Opieki „Emaus” w 1983

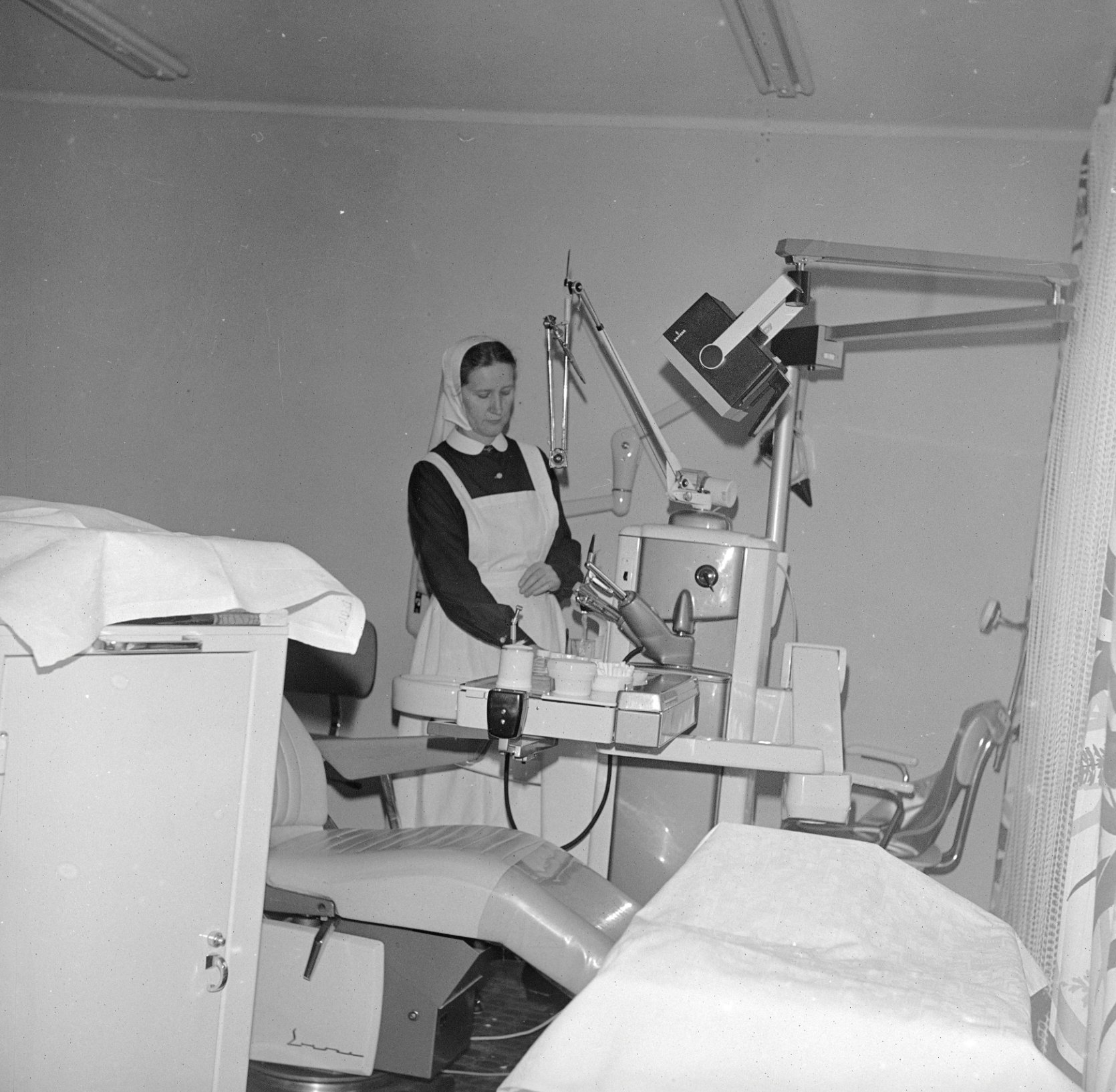
Siostra diakonisa w gabinecie stomatologicznym w Domu Opieki „Emaus” w 1983

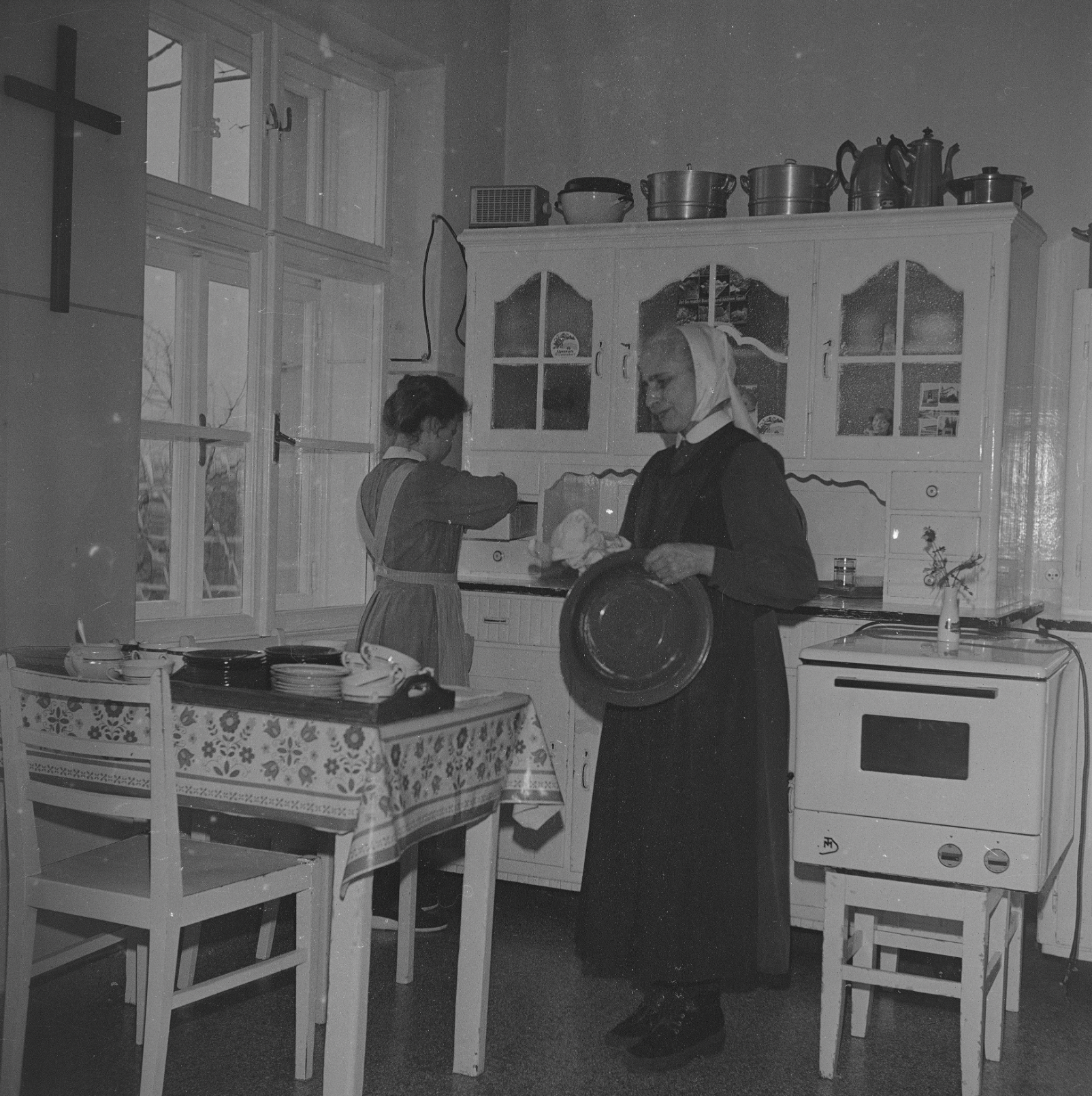
Siostry diakonisy podczas pracy w kuchni Domu Opieki „Emaus” w 1983

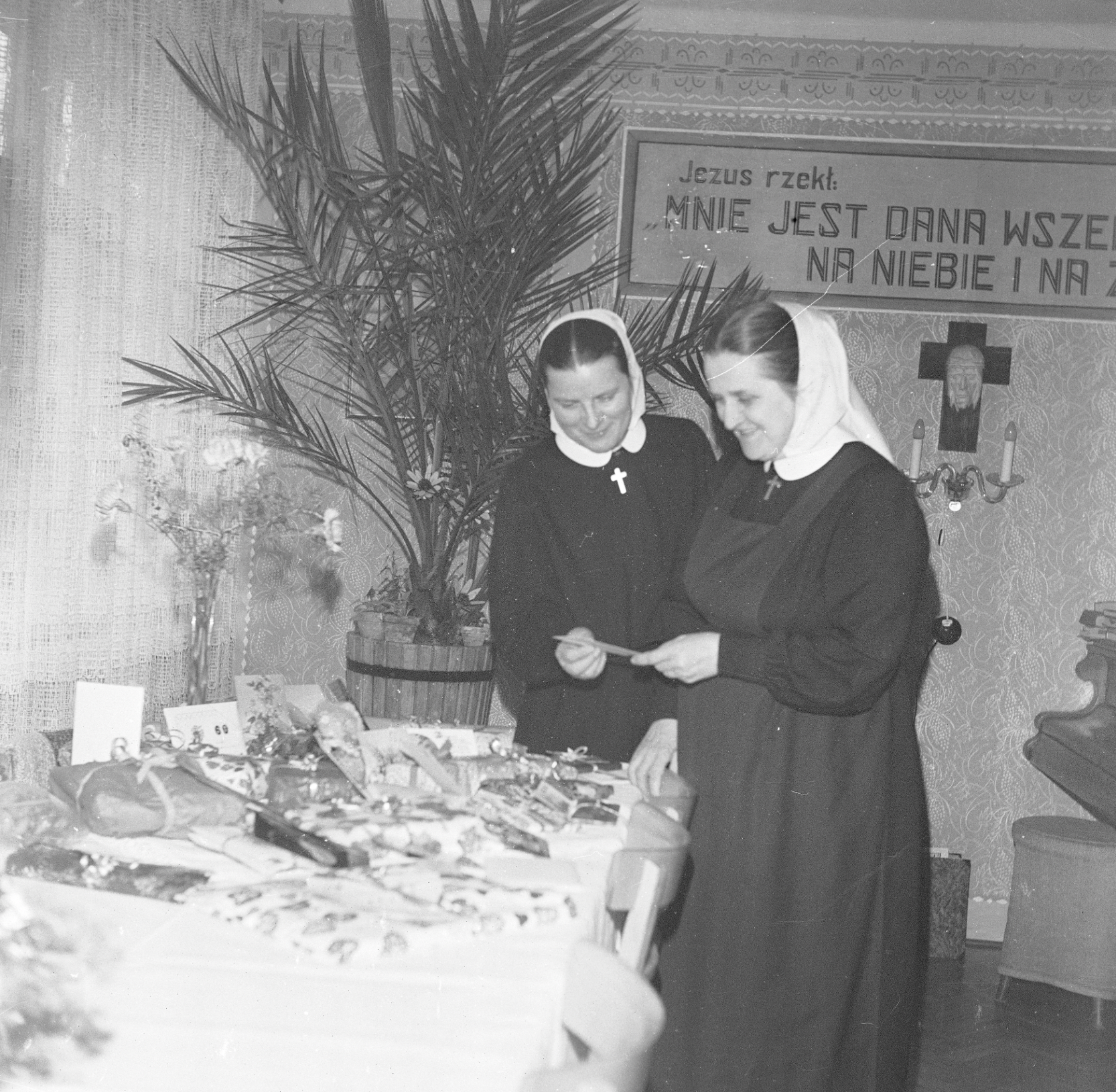
Diakonise podczas pracy w 1983

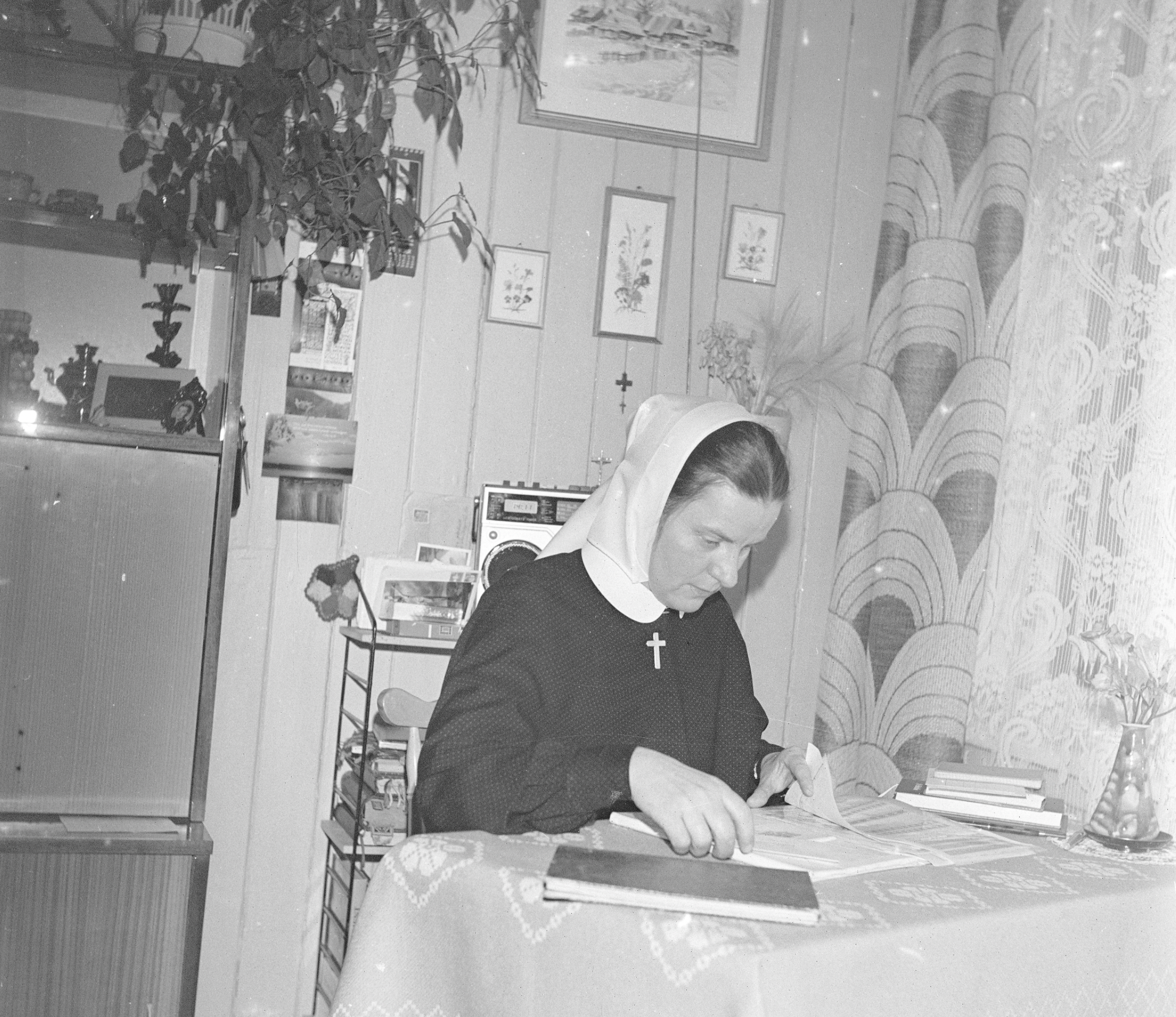
Siostra diakonisa podczas pracy biurowej w 1983

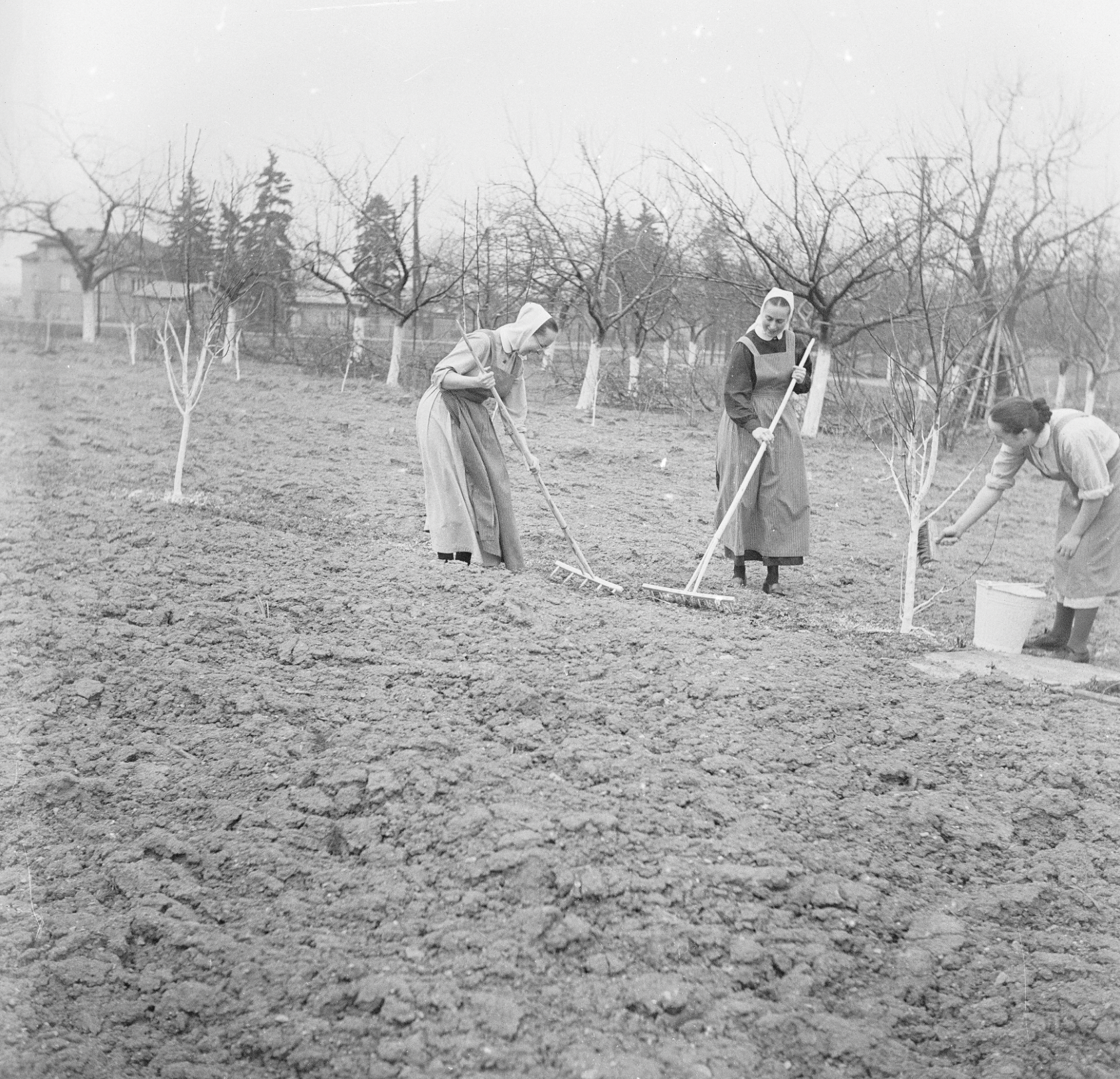
Diakonise przy pracy w ogrodzie w 1983

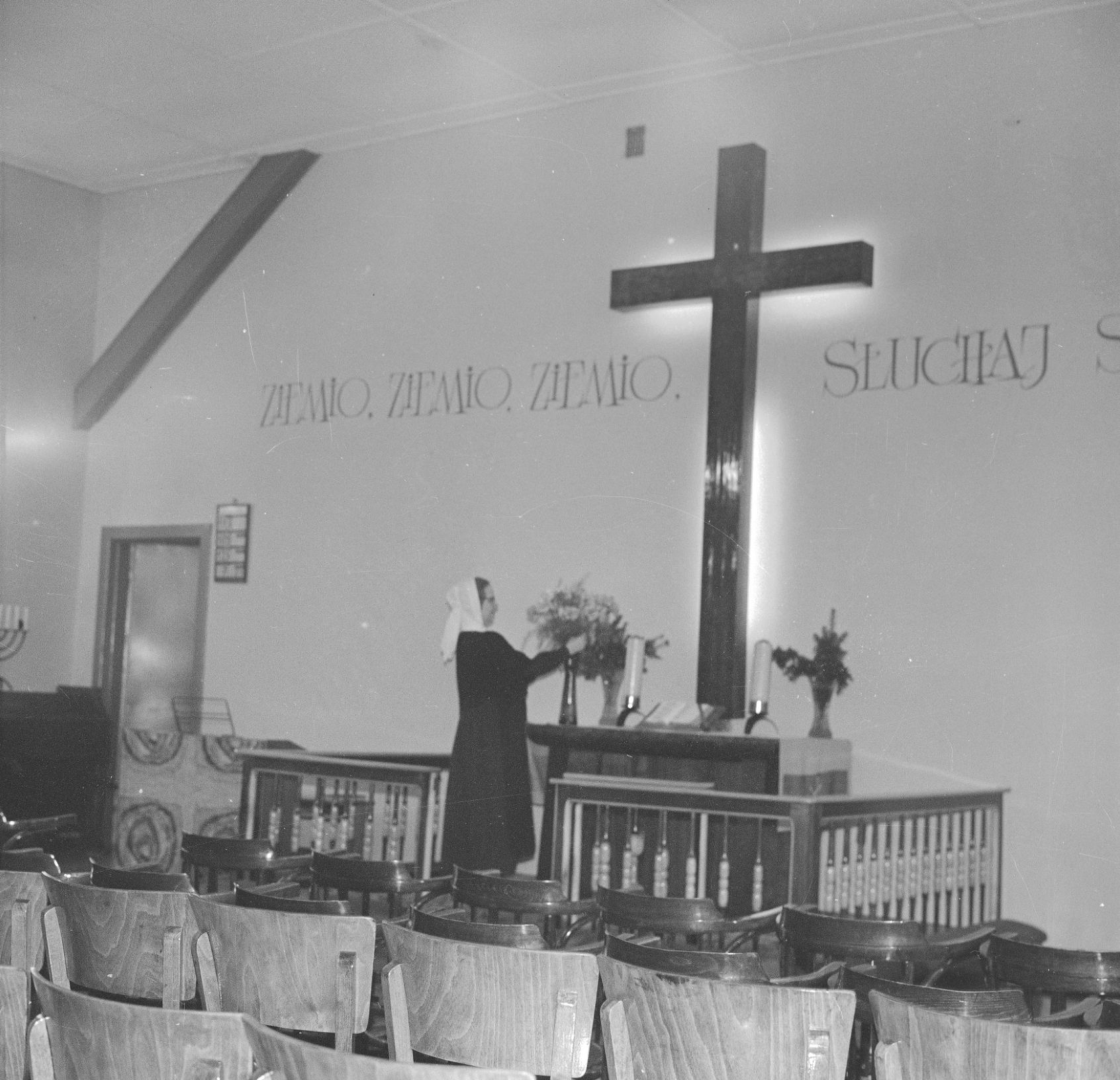
Siostra diakonisa w kościele „Eben-Ezer” w 1983

Pierwszym ewangelickim domem opieki założonym przez ks. Karola Kulisza była otwarta w 1916 w Ligotce Kameralnej „Betezda”, następnie ośrodek został rozbudowany. W 1920 ks. Kulisz objął w dzierżawę 43 hektary ziemi w Dzięgielowie, która wchodziła uprzednio w skład dóbr Karola Stefana Habsburga. Znajdowały się tam zniszczone budynki owczarni, stodoły, szopy na siano oraz mieszkania owczarza.
Część owczarni została przystosowana na pierwszy przytułek mieszczący 5 dzieci i 3 starców, natomiast szopę przerobiono na baraki dla bezrobotnych. Pomoc w pracach zapewniły diakonise z Ligotki Kameralnej. Ośrodkowi nadano nazwę „Eben-Ezer”.
W 1921 zaczął powstawać dom dziecka, na który przebudowano szopę, a także dom starców urządzony w pozostałej części owczarni. Stodołę przekształcono na stajnię, rozpoczęto też przygotowanie nieużytków pod uprawy.
W celu pozyskania personelu do pracy w zakładach, w 1922 zdecydowano o przyjęciu sześciu pierwszych kandydatek do własnego diakonatu. Diakonat założono w 1923. Rok później zatwierdzono jego statut.
W kolejnych latach przystąpiono do dalszej rozbudowy ośrodka. W 1927 liczba diakonis wynosiła 30, pracowały one również w szpitalu w Cieszynie, sanatorium w Bystrej oraz innych placówkach, jak żlobki i przedszkola. W 1929 diakonat liczył 43 siostry i kandydatki, a ich liczba miała tendencję rosnącą.
Zakład opieki powiększył się w 1928 o rozbudowany dom dziecka, rok później zakupiono budynek „Szczukówka” z tartakiem i cegielnią, gdzie powstały kolejne oddziały dla dzieci, warsztaty, boisko sportowe, korty tenisowe i izolatka. W 1932 dokonano zakupu Zamku w Dzięgielowie, diakonat był wtedy właścicielem 55 hektarów ziemi.
W 1937 diakonat zamieszkiwały 53 siostry sprawujące opiekę nad 80 starcami, niepełnosprawnymi i chorymi oraz 120 dziećmi i 50 bezrobotnymi.
Po wybuchu II wojny światowej diakonat został rozwiązany, a zakłady opiekuńcze zamknięto. W ich miejsce utworzono szpital dla psychicznie chorych, a na „Szczukówce” – szpital gruźliczy. Część diakonis została wywieziona do obozów koncentracyjnych lub na roboty przymusowe w III Rzeszy. Pozostałe powróciły do domów rodzinnych lub znalazły inną pracę. W obozie Buchenwald w 1940 został zamordowany ks. Karol Kulisz.
W 1945 część sióstr powróciła do Dzięgielowa. 15 czerwca 1945 dokonano wyboru s. Danuty Gerke na przełożoną diakonatu, natomiast przełożoną nowicjatu została s. Jadwiga Kunert. Działalność na nowo rozpoczął dom dziecka, do którego przyjmowano dzieci, które ucierpiały w wyniku wojny, bez względu na ich wyznanie. Wtedy też duszpasterzem diakonatu został ks. Jan Fussak.
Gospodarstwo rolne prowadzone przez diakonise zostało w 1950 przejęte na rzecz państwa. 29 października 1950 miała miejsce uroczystość poświęcenia domu macierzystego z kaplicą w dawnym drewnianym baraku. Duszpasterzem diakonatu został w tym czasie ks. Paweł Sikora.
W 1957 uruchomiono „Rok Służby Dla Pana”. Była to trwająca rok pomoc diakonisom świadczona przez kobiety, dla których organizowano kurs biblijny oraz opieki nad chorymi, a także z zakresu innych dziedzin praktycznych.
Budynek domu dziecka został przejęty przez państwo w 1955. W tym samym roku na „Szczukówce” działalność rozpoczął dom starców.
25 czerwca 1956 została przyjęta uchwała Konsystorza likwidująca inne diakonaty w Polsce, zachowane w formie szczątkowej. Na jej mocy należące do nich siostry zostały przyłączone do placówki dzięgielowskiej. Diakonisom tym pozostawiono możliwość noszenia dotychczasowych strojów oraz pozostania w uprzednim miejscu zamieszkania.
Na skutek przekształcenia zakładów opiekuńczych w Miechowicach w państwowy dom dziecka, w 1958 do Dzięgielowa zostały przeniesione stamtąd Tygodnie Ewangelizacyjne.
3 lipca 1960 miała miejsce uroczystość poświęcenia kaplicy ewangelickiej, na którą został przebudowany jeden z pawilonów. Kaplica miała służyć diakonisom, jak również miejscowej stacji kaznodziejskiej parafii w Cieszynie.
Uchwała o scaleniu diakonatów została wykonana w 1961. Utworzono wówczas stacje-placówki diakonijne: „Tabita” w Chylicach, „Ostoja Pokoju” w Miechowicach, „Sarepta” w Węgrowie i Dom Starców w Sorkwitach.
Władze państwowe podjęły w 1963 próbę likwidacji zakładu opieki i diakonatu, która zakończona została interwencją biskupa kościoła Andrzeja Wantuły. Od spółdzielni będącej właścicielem dawnego gospodarstwa diakonatu, wydzierżawiony został teren o powierzchni 2 hektarów w celu uprawy warzyw i zboża.
W latach 1964–1967 przy miała miejsce przebudowa zakupionego budynku mieszkalnego w celu urządzenia w nim domu dla emerytowanych sióstr. Został poświęcony 17 grudnia 1967 jako ośrodek „Salem”. W 1967 duszpasterzem diakonatu został ks. Alfred Jagucki. Po śmierci w 1977 s. Jadwigi Kunnert przełożoną nowicjatu stała się s. Ruta Fromm.
Kolejny budynek został postawiony dzięki wsparciu zagranicznemu w latach 1977–1980. Obiekt poświęcono 28 września 1980 i nadano mu nazwę Domu Opieki „Emaus”. Jego dyrektorem został ks. Jagucki. 5 kwietnia 1981 na stanowisko nowej przełożonej diakonatu została wprowadzona s. Lidia Gotschalk.
W 1982 budynek „Szczukówka” został przeznaczony dla Międzynarodowego Błękitnego Krzyża. W miejscu dawnej werandy dobudowano do niego kaplicę i podczas poświęcenia 30 października 1983 nadano mu nazwę „Betezda”. w latach 1983–1986 przeprowadzono przebudowę Domu Macierzystego. Podczas trwania prac diakonise zamieszkiwały w budynku „Emaus”. Prace przy Domu Macierzystym ukończono jego poświęceniem 20 września 1986.
Od 1984 obowiązki duszpasterza diakonatu oraz dyrektora domu opieki pełnił ks. Emil Gajdacz, oficjalnie stanowiska te objął 1 lipca 1987. Od 1985 prowadzone były działania mające na celu rewindykację mienia diakonatu.
5 czerwca 1991 zmarła przełożona nowicjatu Ruta Fromm, a stanowisko to objęła s. Ewa Cieślar.
W dniu 4 lipca 1993 dokonano poświęcenia nowego obiektu „Syloe”, położonego obok budynku „Betezda”. Miał on służyć pracy ewangelizacyjno-misyjnej i stanowić bazę dla organizacji Tygodni Ewangelizacyjnych. Trzy lata później „Syloe” został przebudowany na siedzibę Centrum Misji i Ewangelizacji.
W 1997 dokonano powiększenia Domu Opieki „Emaus” oraz przebudowy wcześniejszej siedziby domu dziecka na Dom Seniora „Emaus II” z 32 miejscami.
Rewindykacja mienia diakonatu została zakończona w 2002 na skutek przekazania przez państwo nieruchomości zamiennych.
1 września 2005 powstała samodzielna Parafia Ewangelicko-Augsburska w Dzięgielowie. Siostry przekazały budynek kaplicy na kościół parafialny, a dom „Salem” stał się siedzibą parafii. 17 września 2006 proboszcz parafii, ks. Marek Londzin, został duszpasterzem diakonatu.
W grudniu 2006 budynki „Betezda” i „Syloe” razem z boiskiem zostały przekazane na własność Centrum Misji i Ewangelizacji.  W 2008 ośrodek „Emaus” został zarejestrowany jako dom opieki społecznej.
W 2009 diakonat liczył 19 sióstr.

### Przełożone diakonatu
- Anna Klimsza[6] (1923–1939)
- Danuta Gerke (1945–1981)
- Lidia Gotschalk (1981–2009)
- Ewa Cieślar (od 2009)

## Dane teleadresowe
Ewangelicki Diakonat Żeński „Eben-Ezer”
43-445 Dzięgielów 133

## Galeria

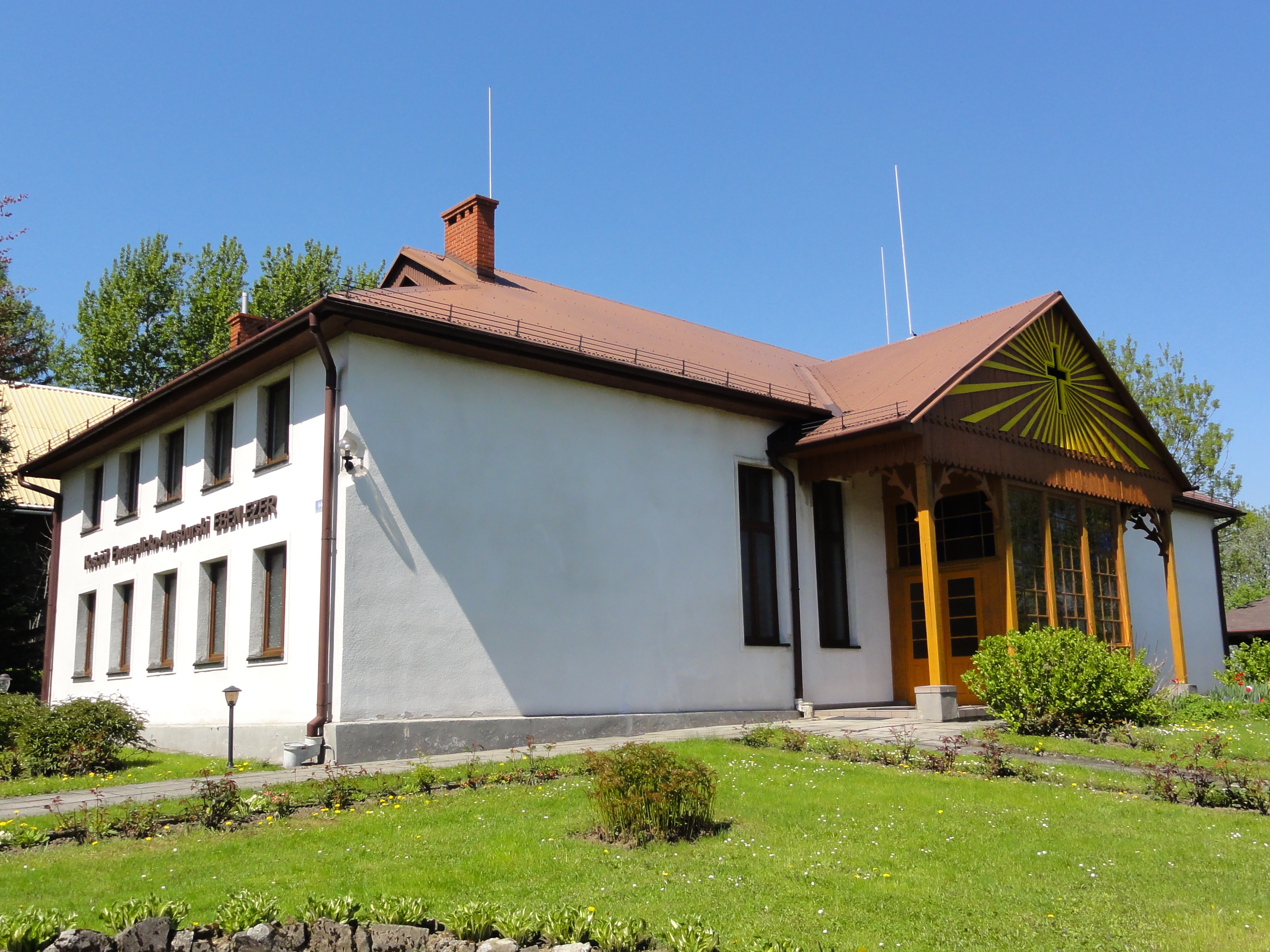
Kościół ewangelicko-augsburski Eben-Ezer
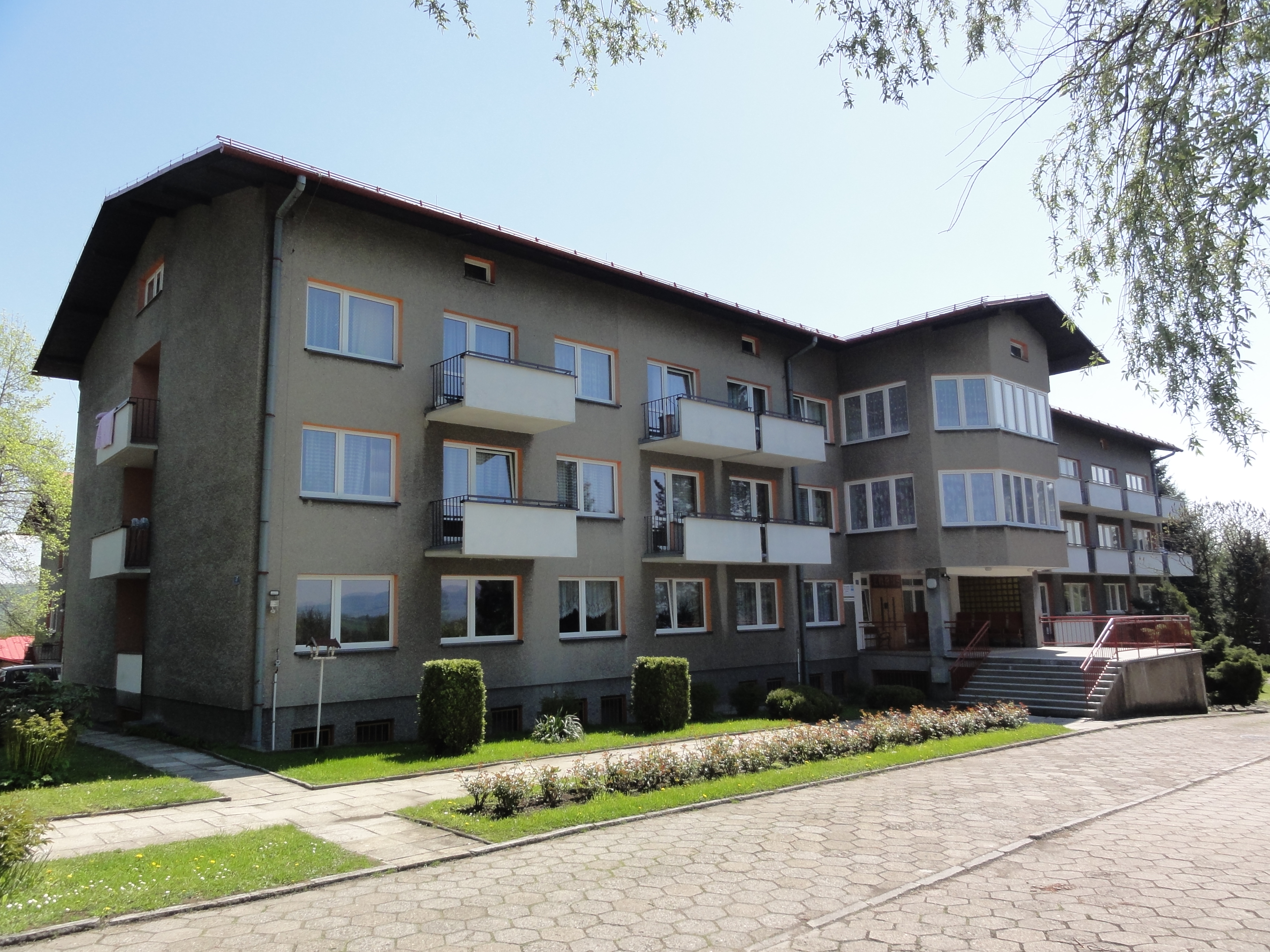
Dyrekcja i Administracja Domu Opieki „Emaus”
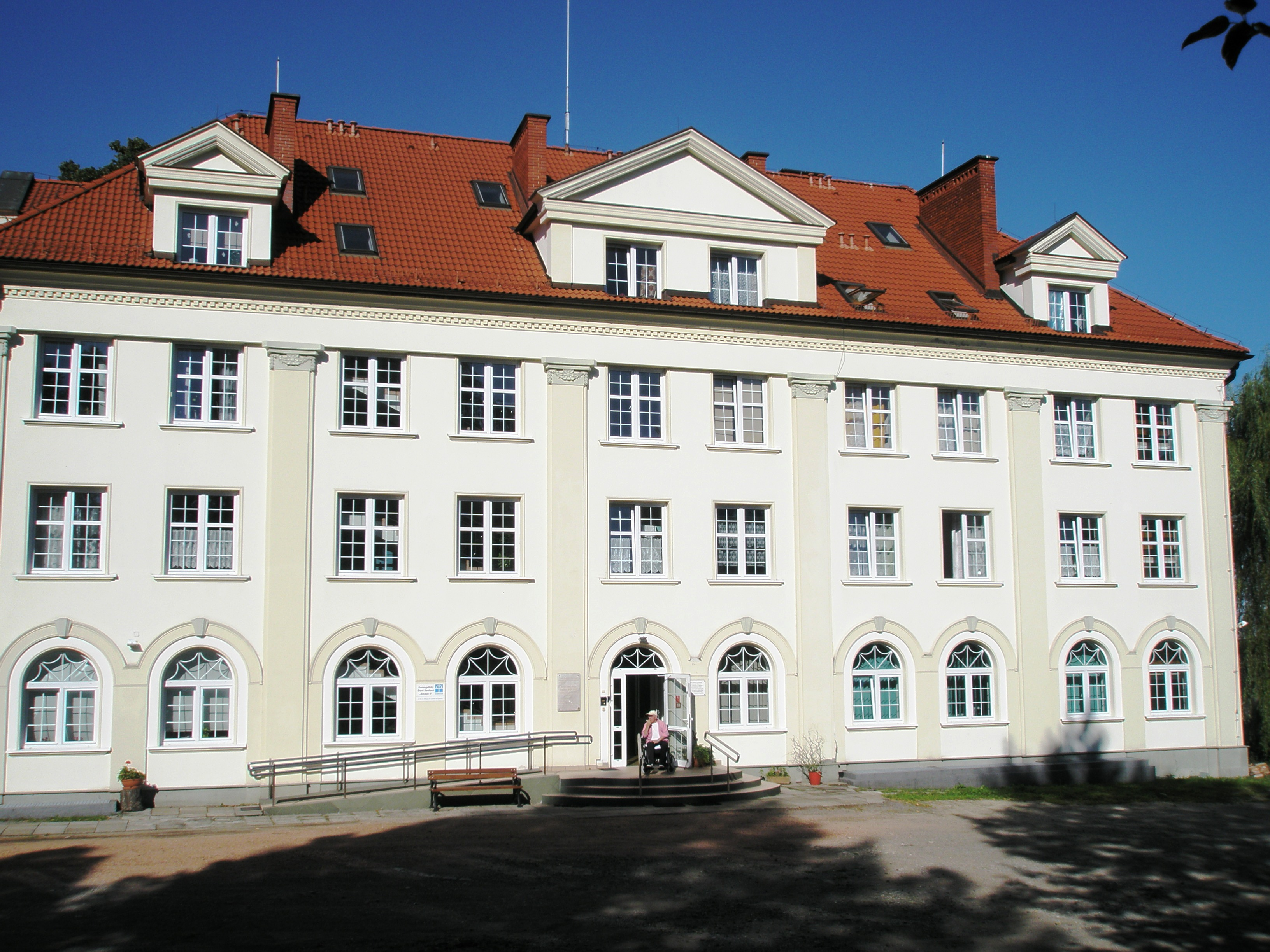
Ewangelicki Dom Seniora „Emaus II”
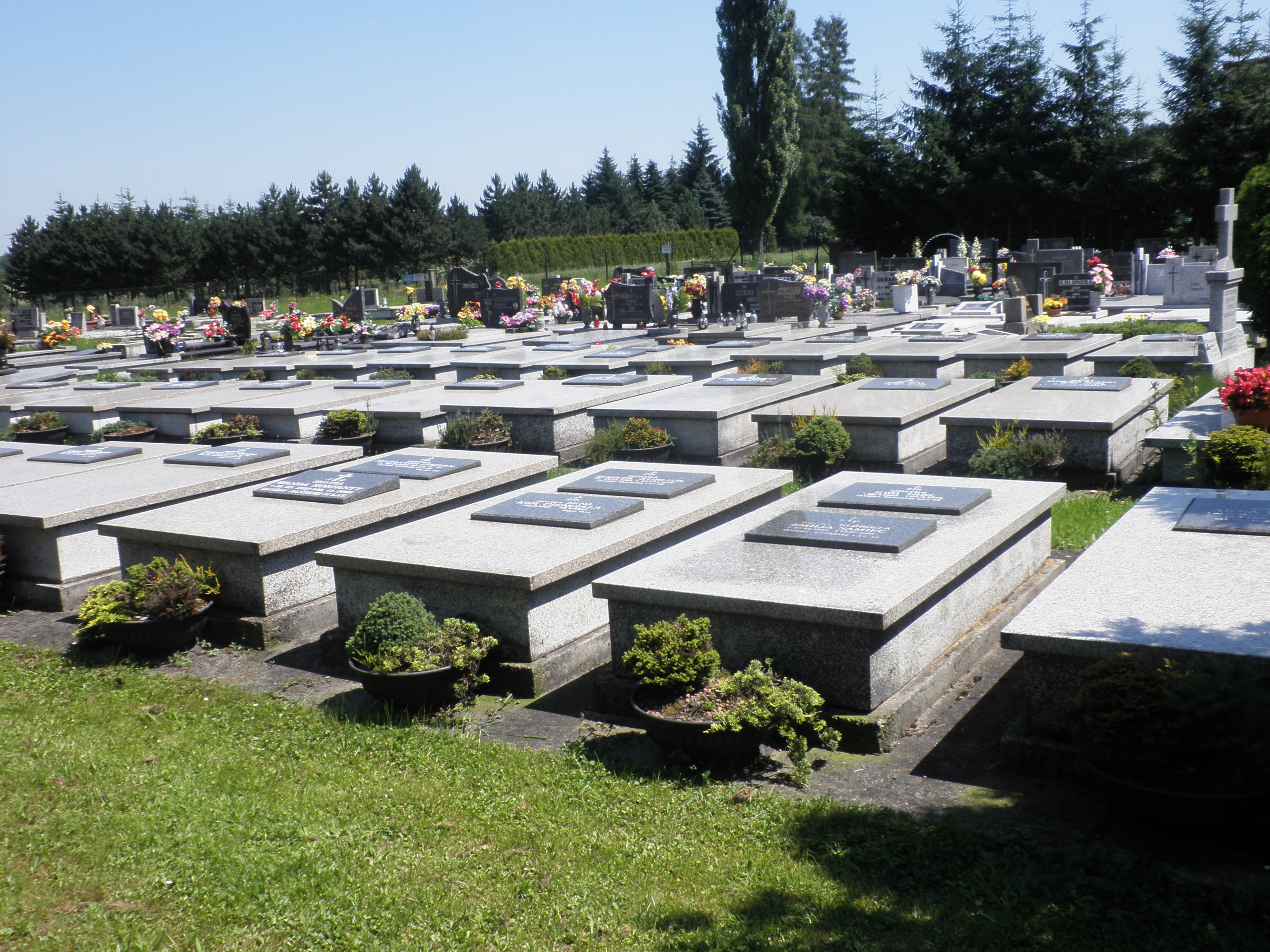
Groby diakonis na cmentarzu komunalnym